# Route européenne 125
Pour les articles homonymes, voir E125 (homonymie) et Route 125.
La route européenne 125 est une route reliant Ichim en Russie à la frontière entre le Kirghizistan et la République populaire de Chine (col de Torougart) après avoir traversé le Kazakhstan.